# Nhạc dance điện tử

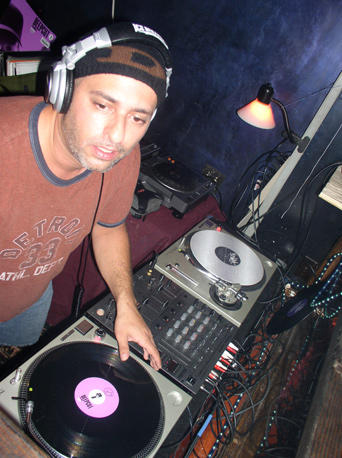
DJ Sharaz đang thực hiện một bản phối.

Nhạc nhảy điện tử (tiếng Anh: electronic dance music), còn được biết đến với thuật ngữ EDM, được mô tả như một thể loại nhạc có tiết tấu mạnh kế thừa từ nhạc disco của những năm 1970 và ở một vài khía cạnh nào đó, nó cũng là những thể nghiệm của nhạc pop, hay còn gọi là nhạc pop thể nghiệm (experimental pop) của các nhạc sĩ/ca sĩ tiền phong như Kraftwerk một nhóm nhạc điện tử gạo cội của nước Đức. Thể loại nhạc EDM được thịnh hành và phát triển mạnh mẽ thông qua các lễ hội nhạc nhảy (dance festival) và các câu lạc bộ nổi tiếng trên thế giới.
Nhạc EDM được cấu thành và xây dựng bằng những nhạc cụ điện tử như đàn synthersizer, trống điện, CDJs và máy hòa âm (sequencers) và tất cả đều tập trung làm sao để có thể khai thác được các âm thanh và âm sắc đặc biệt nhất của những nhạc cụ này, điều này lý giải tại sao, các nhạc sĩ, ca sĩ nhạc EDM trên thế giới rất chú trọng tới âm sắc mới của nhạc cụ điện tử hay những khai thác mang tính thể nghiệm cao của các nhạc cụ điện tử đã lỗi mốt. Một trong những ví dụ rất cụ thể đó là việc tái sử dụng lại Trống điện tử, được cho là đã lỗi mốt của Roland, với mã số TR 808, 909 và đàn bass điện tử TB 303 của những năm 80 vào các bản nhạc dance đang rất thịnh hành của năm 2006. Vào cuối thập niên 80, EDM đã phát triển lên một nấc thang mới với sự ra đời của máy tính cá nhân (PC), nhiều thể loại nhạc dance sử dụng nhạc cụ điện tử đã hưởng lợi rất nhiều với việc ra đời của giao thức MIDI (Musical Instrument Digital Interface), cho phép các nhạc cụ điện tử có thể trao đổi thông tin qua lại với nhau và đồng bộ hóa với âm thanh mà chúng tạo ra.